# Rudolf Dempwolff
Karl-Rudolf Dempwolff (* 19. November 1919 in Hannover; † 8. Juli 1991 in Hamburg) war ein deutscher Bauingenieur.

## Leben
Rudolf Dempwolff studierte an der Technischen Hochschule Hannover Bauingenieurwesen. 1950 wurde er in das Corps Alemannia Hannover aufgenommen. Im selben Jahr wurde er von der Technischen Hochschule Hannover zum Dr.-Ing. promoviert. In der Folge wechselte er zur Deutschen Shell AG in Hamburg, wo er von 1962 bis 1976 im PAE-Labor (PAE = Produkte, Anwendung, Entwicklung) tätig war. 1984 ernannte ihn die Technische Universität Braunschweig zum Honorarprofessor. Dempwolff arbeitete auf den Gebieten Bauwesen, Verkehrswesen, Straßenbau und Wasserbau. Er verfasste zahlreiche Beiträge und Aufsätze in wissenschaftlichen Sammelwerken und Zeitschriften.

## Schriften
- Straßenbreite und Verkehrsunfälle, 1949
- Vorschlag für die Bemessung von flexiblen Straßenbefestigungen, 1969
- Bemessung bituminöser Befestigungen, 1977 (mit P. Metelmann)
- Handbuch für Straßenbau III, 1977
- Bitumen im Wasserbau – Ein Nachschlagewerk, 1955 (zusammen mit Willem Francis Baron von Asbeck)

## Auszeichnungen
- Lüer-Nadel der Forschungsgesellschaft für Straßen- und Verkehrswesen (FGSV)
- Ehrennadel der FGSV, 1983